# 7463 Окаваміне
7463 Окаваміне (7463 Oukawamine) — астероїд головного поясу, відкритий 20 вересня 1985 року.
Тіссеранів параметр щодо Юпітера — 3,479.
Названо на честь Окаваміне (яп. おおかわみね(大川嶺) о:каваміне)